# کریگ بورلی
 کریگ بورلی  (به انگلیسی: Craig Burley) (زاده ۲۴ سپتامبر ۱۹۷۱) بازیکن فوتبال اهل اسکاتلند است. وی سابقه عضویت در باشگاه‌های چلسی و سلتیک را دارد.
همچنین بورلی ۴۶ بازی و ۳ گل ملی در کارنامه دارد و در جام جهانی فوتبال ۱۹۹۸ حضور داشته‌است.